# 滨海戈讷维尔
滨海戈讷维尔（法語：Gonneville-sur-Mer，法語發音：[ɡɔnvil syʁ mɛʁ] ⓘ）是法国卡尔瓦多斯省的一个市镇，属于利雪区。

## 地理
滨海戈讷维尔（49°16'51"N, 0°2'25"W）面积12.38 平方千米，位于法国诺曼底大区卡爾瓦多斯省，该省份为法国西北部沿海省份，北濒大西洋英吉利海峡，东北与滨海塞纳省以海上边界相接，东临厄尔省，南至奧恩省，西与芒什省接壤。
与滨海戈讷维尔接壤的市镇（或旧市镇、城区）包括：欧贝维尔、滨海迪沃、欧日地区杜维尔、格朗格、乌尔加特、欧日地区圣瓦斯特、滨海维莱。

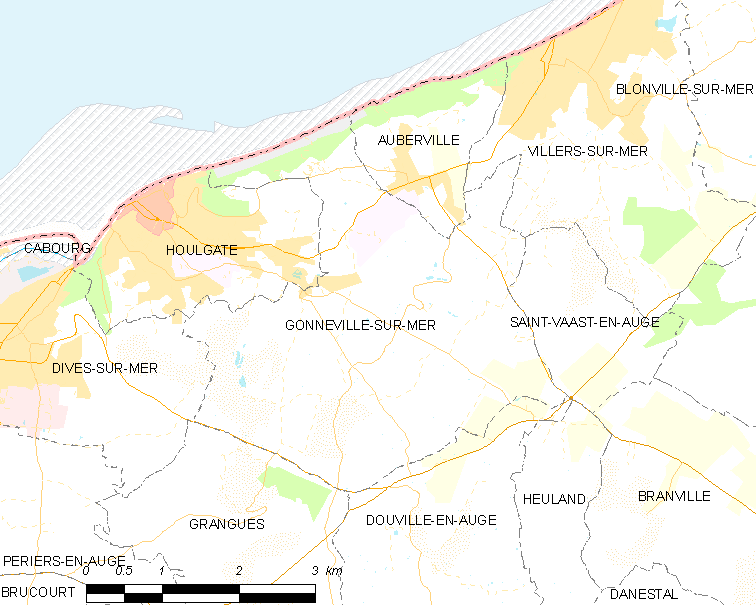
滨海戈讷维尔的OSM定位图

滨海戈讷维尔的时区为UTC+01:00、UTC+02:00（夏令时）。

## 行政
滨海戈讷维尔的邮政编码为14510，INSEE市镇编码为14305。

## 政治
滨海戈讷维尔所属的省级选区为卡堡县。

## 人口

1962-2008年间滨海戈讷维尔人口变化图示

滨海戈讷维尔于2022年1月1日时的人口数量为652人。